# Roy Gerela
Roy Gerela (2 de abril de 1948) é um ex-jogador profissional de futebol americano canadense.

## Carreira
Roy Gerela foi campeão da temporada de 1978 da National Football League jogando pelo Pittsburgh Steelers.